# Embelia curvinervia
Embelia curvinervia är en viveväxtart som beskrevs av Sally T. Reynolds. Embelia curvinervia ingår i släktet Embelia och familjen viveväxter. Inga underarter finns listade i Catalogue of Life.